# Правила боя (фильм)
«Правила боя» (англ.  Rules of Engagement) — американский фильм 2000 года режиссёра Уильяма Фридкина, в главных ролях Томми Ли Джонс и Сэмюэл Л. Джексон. Премьера состоялась 31 марта 2000 года.

## Сюжет
В 1996 году, в Йемене, полковник морской пехоты Терри Чилдерс и его отряд получили задание эвакуировать посла США и его семью из страны. Ситуация быстро вышла из-под контроля, когда демонстрация исламистов перед американским посольством начала перерастать в насилие.
Наиболее радикально настроенные демонстранты начали обстреливать посольство, и отряд Чилдерса оказался под огнем. В ходе операции были понесены потери. Чилдерс приказал открыть ответный огонь по толпе, что привело к гибели 83 демонстрантов и большому количеству раненых, включая женщин и детей.
Международный скандал разгорелся, и советник президента США по национальной безопасности Билл Сокал решил повесить всех собак на Чилдерса, чтобы прикрыть свои тылы. По прибытии в страну, полковника обвинили в неправомерном убийстве мирных жителей, и теперь его будет судить военный трибунал.
Чилдерс просит своего старого друга и боевого товарища, полковника Хейза Ходжеса, стать его адвокатом. Ходжес, который уже одной ногой на пенсии, не может отказать Чилдерсу, так как тот спас ему жизнь во Вьетнаме в 1968 году.

## В ролях
| Актёр             | Роль                                                            |
| ----------------- | --------------------------------------------------------------- |
| Томми Ли Джонс    | полковник Хейс Лоуренс "Ходж" Ходжес II                         |
| Сэмюэл Л. Джексон | полковник Терри Л. Чилдерс                                      |
| Гай Пирс          | майор Марк Биггс                                                |
| Бен Кингсли       | посол Морэйн                                                    |
| Брюс Гринвуд      | советник президента США по национальной безопасности Билл Сокал |
| Энн Арчер         | миссис Морэйн                                                   |
| Блэр Андервуд     | капитан Ли                                                      |
| Филип Бейкер Холл | генерал Хейс Лоуренс Ходжес                                     |
| Дэйл Дай          | генерал-майор Перри                                             |
| Марк Фойерстин    | Том Чандлер                                                     |
| Ричард МакГонэгл  | судья-полковник Е. Уорнер                                       |
| Бэйоэн Колмен     | полковник Бинь Ле Као                                           |
| Ники Кэтт         | Хейс Лоуренс Ходжес III                                         |
| Амиду             | Доктор Ахмар                                                    |

## Съёмки
Съёмки проходили в Марокко, Виргинии и Южной Каролине.